# Zdenko Morovic
Zdenko Morovic Belfrain (ur. 31 sierpnia 1966 w Rijece, zm. 12 lutego 2024) – wenezuelski piłkarz występujący na pozycji obrońcy. Wraz z reprezentacją Wenezueli wziął udział w turnieju Copa América 1987.